# Хімічне тестування грибів

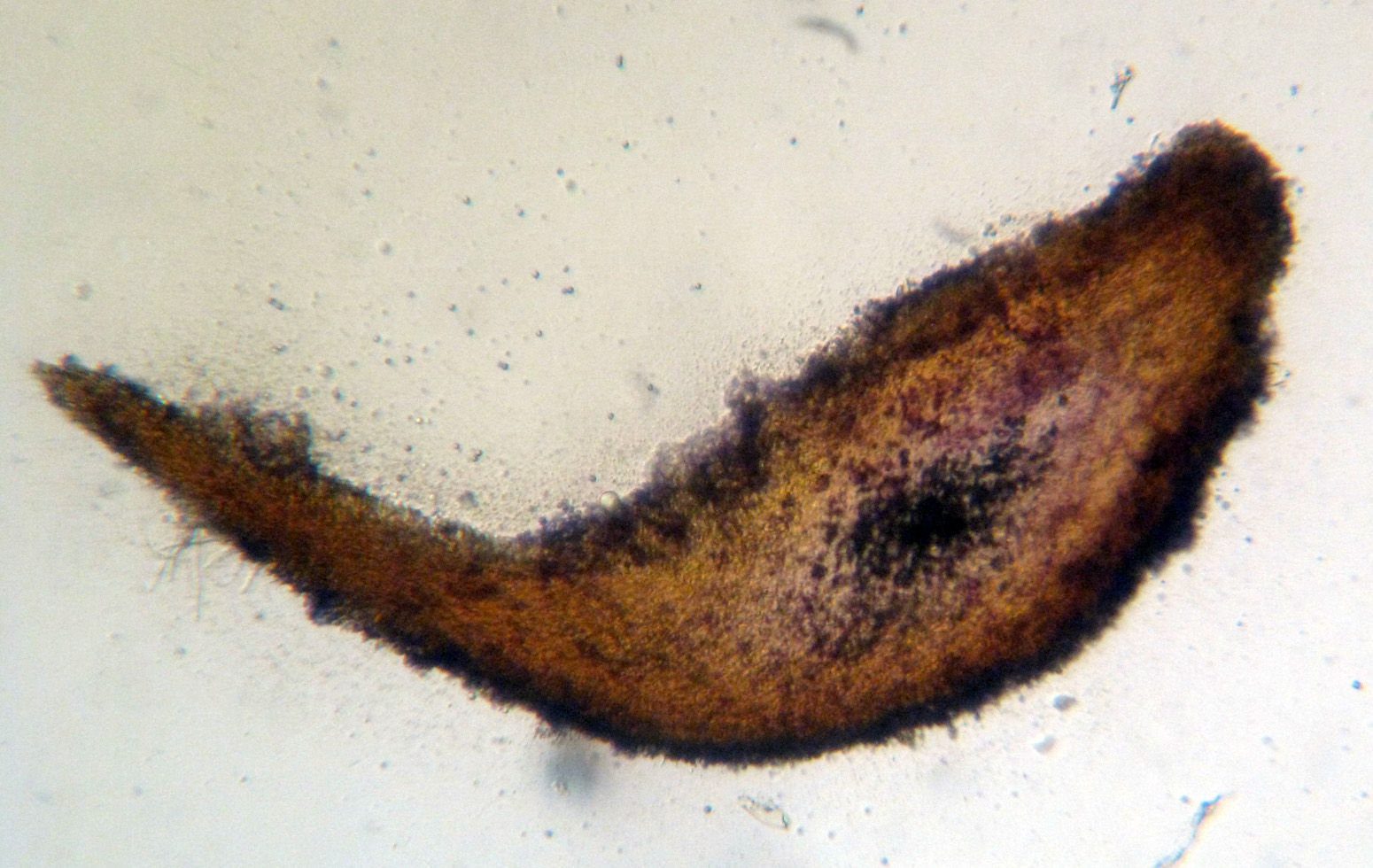
«Зуб» гідноїдного гриба Auriscalpium vulgare, забарвлений реагентом Мельцера

Хімі́чне тестува́ння — дослідження зміни кольору різних макро-і мікроскопічних структур грибів під дією деяких хімічних реактивів. Використовується при ідентифікації зразків грибів для розрізнення таксономічних груп. Таксономічною ознакою може бути як позитивний чи негативний результат тесту, так і варіації у зміні забарвлення при позитивних реакціях, оскільки один і той самий реактив може давати різне забарвлення у різних видів грибів.
Можуть проводитися прості тести з виявлення характерних реакцій м'якуша плодового тіла в цілому або мікроскопічні дослідження, які виявляють кольорові реакції гіф, спор, базидій та інших елементів трами або міцелію. Тести можуть проводиться на свіжих грибах, а деякі і на гербарних зразках.

## Значення та історія методу
Макроскопічні ознаки плодових тіл, а іноді й ознаки, які виявляються при мікроскопічному дослідженні можуть бути недостатніми для однозначного визначення. У таких випадках використовують кольорові хімічні реакції як додатковий критерій таксонів.
Аналітичні реактиви що застосовуються в більшості випадків не є специфічними для певних речовин або комплексів речовин, що містяться в грибах, проте вони часто виявляються специфічними для певних таксонів грибів, що й дозволяє широко використовувати метод. Деякі з використовуваних реакцій є специфічними, наприклад, позитивна реакція з бензидином і α-нафтолом вказує на наявність у м'якуші гриба ферменту лаккази, з фенолом — тирозинази, а тест на амілоїдність дозволяє не тільки визначити наявність у клітинах специфічних полісахаридів (глюканів), а й зробити певні висновки про будову їх макромолекул.
Вперше хімічний метод був застосований у 1866 р. фінським ботаніком У. Нюландером для систематики лишайників. Нюландер помітив, що різні види по-різному реагують на дію розчинами лугів, гіпохлоритів, йоду, солей заліза та іншими реактивами. Пізніше Мюллер вивчав дію хімічних реактивів на поліпорові гриби і виявив появу фіолетового забарвлення у Hapalopilus nidulans з амоніаком, Харлей відкрив зникнення фіолетового забарвлення м'якуша Хряща-молочника оливково-чорного під дією лугу. Протягом усього XX століття дію хімічних реактивів на гриби вивчалося багатьма відомими мікологами (Мельцер, 1924; Шеффер і Меллер, 1938; Кюнер і Романьезі, 1953; Зінгер, 1951, 1962, 1969, 1975; Майкснер, 1975; Вассер, 1980, 1992). Найповніші дані про кольорові хімічні реакції грибів містяться в роботах Кюнера і Романьезі, Зінгера (1975), Майкснера, Вассера.
Відносно до хімічного методу серед мікологів існують дві протилежні думки:
- На підставі тільки хімічних реакцій описуються нові таксони, іноді навіть роди, при цьому абсолютно не враховуються інші критерії, особливо умови зростання грибів.
- Деякі ж вчені не надають значення методу як додатковому критерію таксонів.

С. П. Вассер (1980) наводить дві цитати, що характеризують обидва існуючі підходи: «Час від часу робляться спроби використання хімічних дослідів для визначення видів грибів та лишайників, що часто викликає бурю протестів. Однак в групі, яка представляє складність для класифікації та кількість ознак якої невелика або, навпаки, дуже різноманітна, надходження додаткових відомостей має тільки вітатися.» — А. Берджес
«Хімічний метод є одним із зручних, швидких та надійних, він дає додаткову інформацію в судженнях про вид та інші таксони, його слід широко використовувати, але неодмінно разом з іншими методами систематики, особливо морфологічними.» — А. М. Окснер

## Реактиви, що найчастіше використовуються (для макрореакцій)
Надано приклади кольорових реакцій, що є характерними для порядку Agaricales, реакції для інших таксонів можуть відрізнятися.
- Аміак (рідкий розчин або пари нашатирного спирту) дає зелене, рідше жовте забарвлення.
- Анілін (у вигляді водних розчинів солей) при позитивній реакції дає забарвлення червоних, жовто-оранжевих або оливкових тонів.
- Бензидин (спиртовий розчин) дає блакитне забарвлення, що свідчить про наявність лаккази. Реагент є сильним канцерогеном, тому його на практиці замінюють о-толідином (диметилбензидином), який значно безпечніший і дає аналогічну реакцію[1].
- Гваякол (спиртний розчин або настоянка насіння рослини Guajacum officinale) дає забарвлення в блакитно-зелені, блакитно-сірі, оливкові або червоно-коричневі тони.
- Концентровані розчини кислот можуть давати різні кольорові реакції, використовуються на свіжому матеріалі:
  - 60-70% сірчана кислота,
  - 65% азотна кислота,
  - 25% соляна кислота,
  - молочна кислота.
- Лактофенол — суміш рівних частин молочної кислоти та фенолу, при позитивній реакції дає забарвлення коричневих, рожево-фіолетових, фіолетових, червонуватих відтінків.
- Карболова кислота (2,5% розчин фенолу) дає червонувате, жовтувате, коричневе або фіолетове забарвлення. Реакція вважається позитивною, якщо забарвлення з'являється протягом 20 хвилин.
- α-Нафтол (водно-спиртовий розчин) забарвлює у фіолетовий або червонуватий колір, реакція проходить за 2—4 хвилини.
- Пірамідон (водний розчин) дає реакцію з появою в бузково-фіолетового кольору.
- Пірогалол (спиртовий розчин) забарвлює в коричневі тони.
- Сульфованілін — розчин 1 г ваніліну в суміші 8 мл конц. сірчаної кислоти 3 мл дистильованої води на свіжому матеріалі дає забарвлення в пурпурові, коричневі, рожево-фіолетові кольори. Вперше застосований Арнуольдом і Горісом в 1907 р.
- Сульфоформалін — суміш формаліну і 60—70% сірчаної кислоти. Використовується на свіжому матеріалі і на зразках, що зберігалися у формаліні не більше 6 місяців. При позитивній реакції повільно з'являється коричневе забарвлення.
- Феноланілін — суміш 3 крапель аніліну, 5 крапель конц. сірчаної кислоти і 10 мл карболової кислоти. Позитивна реакція полягає в появі забарвлення іржаво-рожевого, пурпурово-червоного або лілово-рожевого кольору, який потім переходить в шоколадно-коричневий.
- Формалін забарвлює в фіолетово-коричневий або червонуватий колір.
- 10% розчин хлориду заліза(III) дає зеленувате забарвлення, що потім переходить у темно-сіре.
- 10% розчин сульфату заліза(II) з додаванням сірчаної кислоти забарвлює м'якуш в зелений, оливковий, помаранчевий або коричневий колір.
- 40% розчин лугу (гідроксиду калію або натрію) дає забарвлення в рожевий, жовтий, червоно-коричневий або помаранчевий колір, реакція придатна також для гербарного матеріалу.

## Інші методики

### Тест на амілоїдність
Амілоїдністю називають здатність структур забарвлюватись під дією розчинів йоду. Звичайно застосовується реактив Мельцера: до водного розчину, який містить 2,5% йоду і 7,5% йодиду калію додають рівний об'єм хлоралгідрату. Реакція застосовується як макроскопічна, так і для препаратів при мікроскопуванні, що дає можливість визначити амілоїдність різних структур: спор, гіф, базидій. Амілоїдність виявляється у зразків, які тривалий час (понад 100 років) зберігалися в гербарії (за даними Зінгера, 1975). Наявність і ступінь амілоїдності дозволяє визначити особливості будови молекул глюканів — полісахаридів, за будовою близьких до крохмалю, а також потужність глюканового шару на поверхні мікроскопічних структур гриба. В разі сильно розвиненого поверхневого шару йод адсорбується в каналах між глюкановимі ланцюжками. Якщо ланцюжки сильно розгалужені, реакція дає жовто-коричневе забарвлення, за наявності менш розгалужених ланцюжків проявляється власне амілоїдна реакція — інтенсивне посиніння, аналогічне відомої в аналітичній хімії йодокрохмальної реакції. Зазвичай розрізняють структури неамілоїдні (не забарвлюються), декстриноїдні, або псевдоамілоїдні (забарвлюються в жовті і коричневі тони) і амілоїдні (забарвлюються в блакитний, синій, до майже чорного кольори).
У 2005 р. В. А. Спірін запропонував визначати ступені градації цієї реакції згідно зі шкалою кольорів (у дужках — позначення кольору за шкалою Дж. Петерсена [Petersen, 1996]):
- слабкодекстриноїдна — від блідо-коричневого (P14) до блідо-оливкового (P16)
- декстриноїдна — жовтувато-бурий (P9)
- сильнодекстриноїдна — оранжево-бурий (P7)
- неясно-амілоїдна — від блідо-мишачо-сірого (P53) до блідо-фіолетово-сірого (P59)
- слабкоамілоїдна — мишачо-сірий (P55)
- амілоїдна — від блакитно-сірого (P57) до темно-блакитно-сірого (P56)
- сильноамілоїдна — від винно-сірого (P58) до сірувато-фіолетового (P44)

### Реакція Шеффера
Реакція Шеффера: скляною паличкою наносять на зріз смужку розчину аніліну, а потім, перетинаючи її, смужку 65% азотної кислоти. При позитивній реакції в місці перетину з'являється хромово-жовта пляма, потім забарвлення переходить в оранжево-червоне. Реакція Шеффера — важлива внутрішньородова ознака для роду Agaricus. Придатна для матеріалу, що тривалий час зберігався в гербарії. Відкрита Ю. Шеффером в 1933 р.

### Застосування барвників
Фарбування органічними барвниками застосовується як для поліпшення оптичних властивостей мікроскопічних препаратів, так і для характеристики забарвлених структур. Наприклад, при фарбуванні толуїдиновими барвниками (крезил синій) розрізняють ціанофілію — синювате забарвлення та метахромазію — червонувато-рожеве або червонувато-фіолетове забарвлення.